# Oreo (Roman)
Oreo ist der einzige Roman der US-amerikanischen Journalistin und Schriftstellerin Fran Ross aus dem Jahr 1974. Die von einer New-York-Reise handelnde und mit dem Theseus-Mythos verknüpfte Geschichte der 16-jährigen Titelheldin fand zunächst kaum Widerhall. Mit der „Wiederentdeckung“ im Jahr 2000 setzte eine Neubewertung ein („fulminanter, von witzigen Ideen und sprachlichen Turbulenzen überbordender Roman“), durch die das Buch inzwischen Kultstatus genießt. 2020 erhielt Pieke Biermann für ihre „grandiose Übertragung“ ins Deutsche – die erste überhaupt – den Preis der Leipziger Buchmesse in der Kategorie „Übersetzung“.

## Inhalt
Christine Clark, genannt Oreo, ist das Kind einer schwarzen Mutter und eines weißen jüdischen Vaters, deren Ehe von beiden Elternhäusern heftig abgelehnt wird und die auch in die Brüche geht, bevor Oreo zwei Jahre alt ist. Da ihre Mutter mit einer fahrenden Schauspieltruppe durchs Land tingelt und ihr Vater ganz von der Bildfläche verschwindet, wächst das Mädchen, mit ihrem jüngeren Bruder, bei ihren Großeltern mütterlicherseits in Philadelphia auf. Oreo erweist sich bald schon als frühreif, in jedweder Hinsicht. Eine Schule lernt sie gar nicht erst kennen; mit diversen Hauslehrern springt sie um wie mit Sparringspartnern. Als es Zeit ist, sich auch physisch zu wappnen, entwickelt sie eine eigene Selbstverteidigungstechnik, die aus den einschlägig bekannten das Beste entlehnt und die sie „Weg des Interstitiell Treffsicheren Zorns“, kurz WITZ, tauft. So gerüstet, macht sie sich als 16-Jährige, mit dem Segen ihrer Mutter und einem üppigen Proviantrucksack ihrer genialisch kochenden Großmutter, auf den Weg nach New York, um dort „das Geheimnis ihrer Geburt“ zu lüften und ihren Vater zu finden.
Vor seinem Weggang hatte er ihr, nebst einer Mesuse und ein Paar Socken, eine Liste mit kryptisch anmutenden „Hinweisen“ hinterlassen, die sie zu ihm führen sollen. Mehr Kopfzerbrechen als dies bereitet Oreo da schon die Tatsache, dass allein das Telefonbuch von Manhattan nicht weniger als 48 Personen mit seinem Namen – S(amuel) Schwartz – führt. Die drei Tage, die sie braucht, um ans Ziel zu gelangen, sind prall gefüllt mit Begegnungen und Abenteuern kurioser Art. Sie beginnen auf der Zugfahrt mit einem schwulen Mitreisenden, der, kaum älter als sie, als „Reisehenker“ jobbt, indem er Kündigungsschreiben für Topmanager verfasst, setzen sich fort über einen Taschendieb, eine Liliputanerfamilie sowie einen stummen Toningenieur – und gipfeln in der Konfrontation mit einem schrill gekleideten schwarzen Zuhälter und dessen Sidekick, einem animalischen Satyr, die abzuwehren es Oreos Kampfkunst und einer zusätzlichen List bedarf. Schlussendlich, nachdem sie ihren Vater gefunden hat – das erste Zusammentreffen verläuft unspektakulär, das zweite umso dramatischer –, sind dann noch einmal ihr scharfer Verstand, gepaart mit noch größerer Chuzpe, gefragt, als sie sich Klarheit darüber verschafft, wie sie und ihr Bruder gezeugt worden waren.

## Form
Der Roman gliedert sich in zwei Teile und 15 Kapitel; der erste, etwas kürzere Teil skizziert der Heldin Herkunft, „Taufe“ (Oreo) und Heranwachsen bis zum 16-jährigen Teenager, der zweite handelt von ihrer nur wenige Tage währenden „Odyssee“ durch New York. Zwei Genres sind damit schon abgedeckt: Entwicklungsroman und Heldenreise, oder Quest. Zudem ordnet die Kritik Oreo als Satire und „feministischen Schelmenroman“ ein, in dem ein „ungestümer Hyperrealismus“ herrsche, fernab jedenfalls von „schlichtem“ Realismus. Sogar neue Genrebegriffe tauchen auf, etwa in einer US-amerikanischen Rezension, worin es heißt, der Roman sei „one of the great American food novels“.
Oreo ist auch ein postmoderner Roman par excellence. Ross spielt virtuos mit dem „Archiv literarischer Traditionen“, das sie „queert, veralbert, neu anordnet, umdeutet und remixt“, seien es Genres, Textsorten, Sprache oder Figuren. Den Rahmen des in der Epik tradierten Fließtextes beispielsweise sprengt Oreo, vornehmlich in Teil eins, durch Textsorten wie: Briefe, Listen, Werbeslogans, Graffitisprüche, Witze, Einsprengsel in dramatischer Rede, Schulaufgaben (plus Oreos Lösungen, die sie selbst als falsch markiert), Gleichungen, ein Diagramm, ein Quiz und die 5-seitige Speisekarte eines erlesenen häuslichen Menüs, kreiert von Oreos Großmutter, deren exquisiter Gaumen allein verantwortlich zeichnet für die Zuordnung unter die „großen amerikanischen Speiseromane“.
Stilistische und sprachliche Vielfalt verstehen sich vor diesem Hintergrund von selbst. So lobt die Kritik Ross’ „köstliches, sprachexplosives Anti-politische-Korrektheitsprogramm“, bescheinigt ihr blitzschnelles „Code-Switching innerhalb eines Satzes“, souveräne Beherrschung aller Register zwischen „ordinär und gebildet, schnoddrig und geschliffen, Schutthalde und Ziergarten“ oder beschreibt ihre Sprache als „Amalgam aus afroamerikanischem Englisch, anglisiertem Jiddisch, Südstaatenidiom, Fantasiesprache und Schweigen“. Nicht übersehen wird auch die Tatsache, dass fast jede Figur mit einem ihr eigenen, oft komischen Sprachtick ausgestattet ist, womit die Sprache selbst zur Romanfigur werde; Ross beherrsche „die große Kunst, sie bis an die Grenzen des Verständlichen zu treiben, um das Einzigartige hinter Stereotypen und Mustern sichtbar zu machen“.

## Themen

### Identität

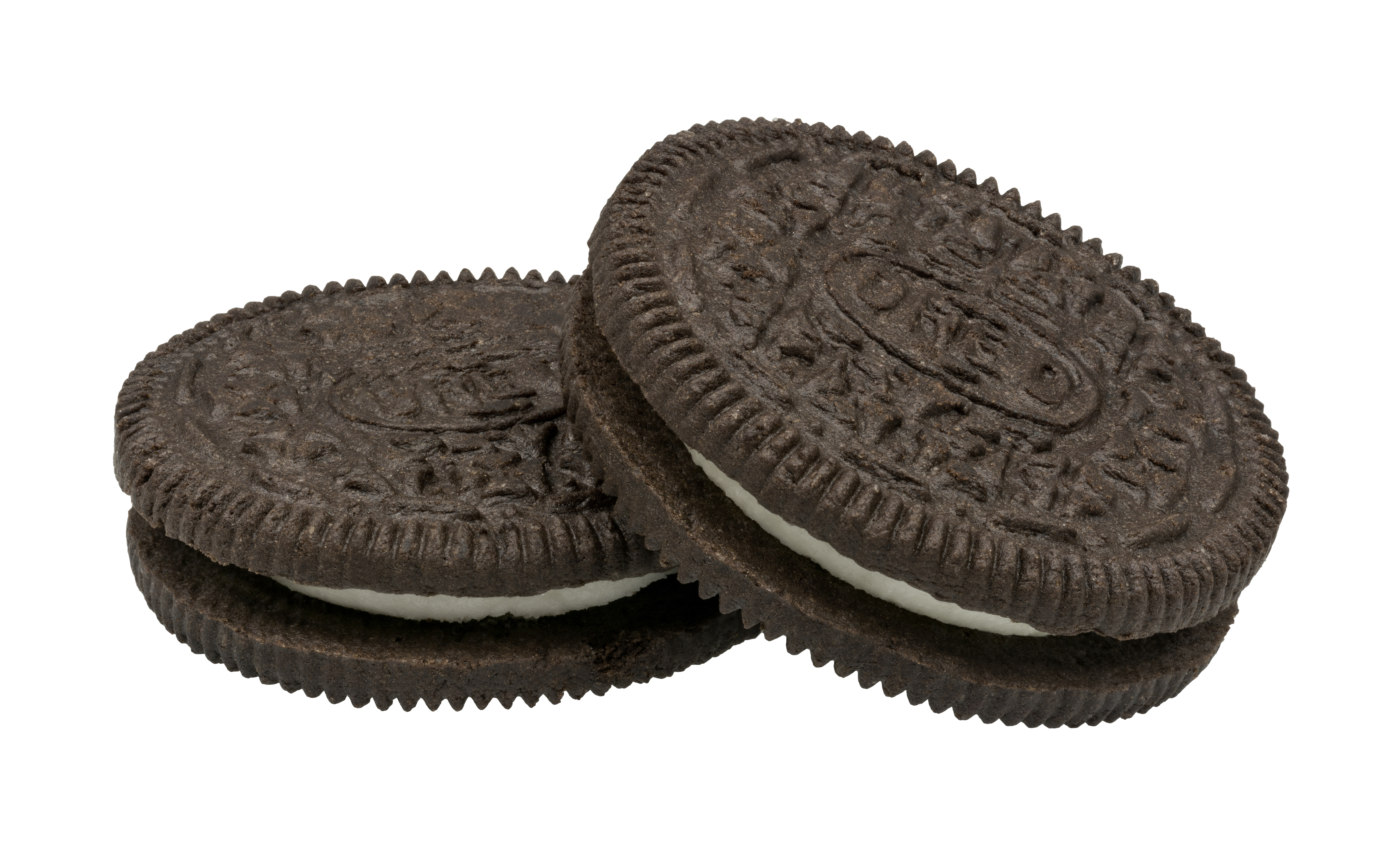
Der titelgebende Oreo. In New York setzt Oreo ihr „Cremekekslächeln“ mehrmals als taktische Waffe ein.

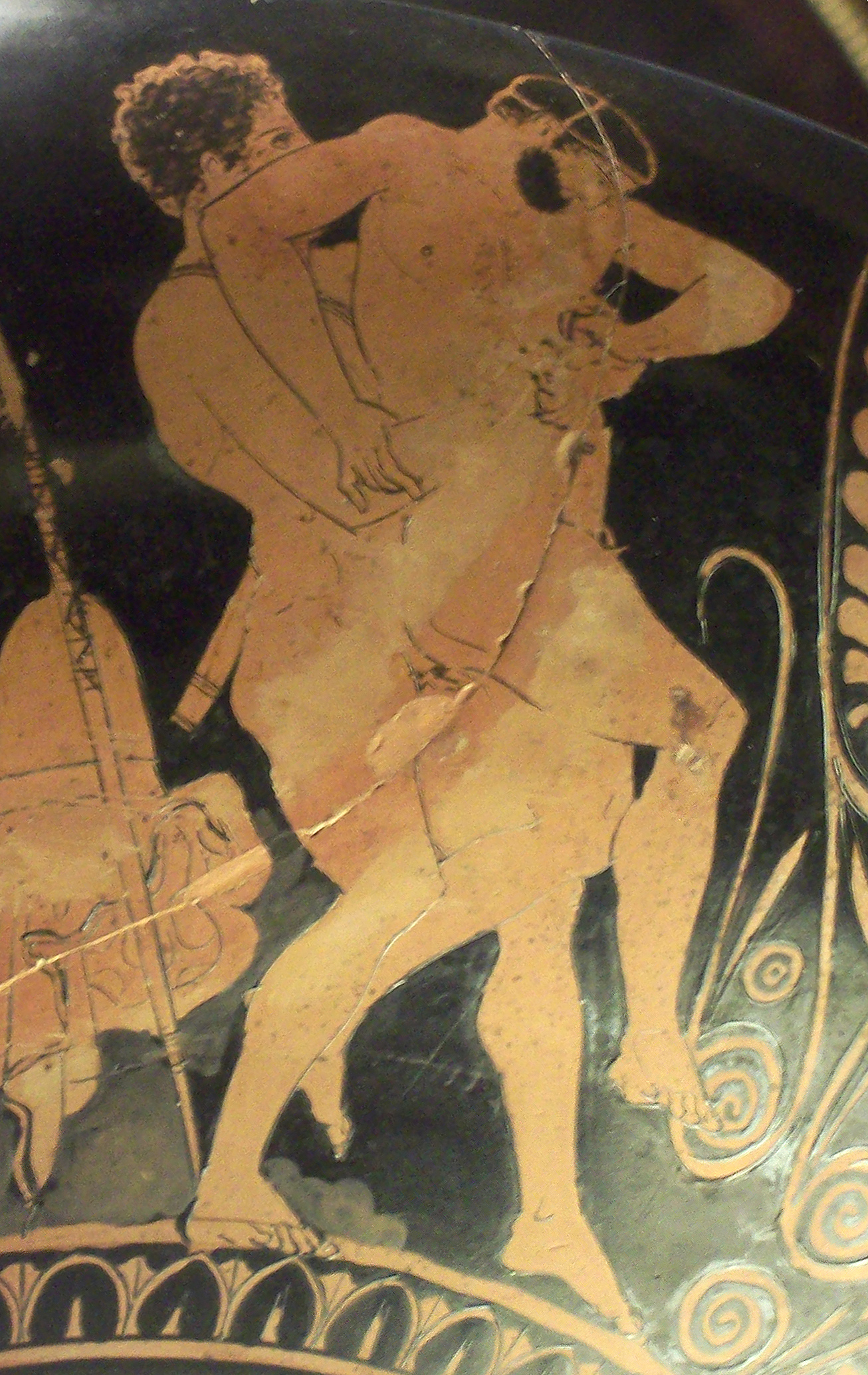
Theseus besiegt Kerkyon. Als Oreo „in den Ring steigt“, versucht sie ihre Technik so einzusetzen, dass der Zuhälter sie nicht einmal „anrührt“.

Wer ist Oreo? Mit wem sie vergleichen? Mit starken Mädchenfiguren (Pippi Langstrumpf, Zazie, Alice) oder auch mit männlichen, wie dem biblischen David, jüdischen Schlemihls, den Ganoven Isaak Babels? Ist sie, allein durch die formale Anlehnung an den antiken Heldenmythos, ein moderner Theseus? Oder ein weiblicher Anti-Theseus? Für alles gibt es ebenso gute Gründe wie Gegengründe. Oreo als Figur zu „fassen“ ist im Grunde unmöglich, es sei denn durch die Lektüre des ganzen Romans. Dennoch hat sie einen festen Kern. Von Anfang an ist sie „sie selbst“. Mitunter hat man den Eindruck, dass sie „fertig“ auf die Welt gekommen ist. Nicht dass sie schon alles kann. Aber was sie können will, fliegt ihr zu, gelingt ihr spielend leicht. Wann und wie eigentlich lernt sie Lesen und Schreiben? Sie ist gerade einmal drei, als sie, gelangweilt von den stereotypen, nichtssagenden Briefen ihrer Mutter, ihr erstmals selbst antwortet, mit nur einem Satz („liebe mama lass den scheiss“), und das in Spiegelschrift! Bezeichnend (und plausibel durch die räumliche Trennung), dass auch die Replik nicht kindgemäß ausfällt; logisch, dass Oreo sich frühzeitig Erwachsenen ebenbürtig fühlt; folgerichtig auch, dass sie hauptsächlich darauf brennt, ihre Identität zu behaupten. Mit ihrer Selbstverteidigungstechnik WITZ setzt sie den dafür noch fehlenden Schlussstein.
Als Oreo nach New York aufbricht, hat sie, noch vor Erreichen der Volljährigkeit und ganz auf sich allein gestellt, die Reife, das seinerzeit abenteuerlichste Pflaster der Welt zu betreten, um dort zu „mäandern“ und „in den Ring zu steigen“ (so die Teil- und eine Kapitelüberschrift). Sie besteht sämtliche Prüfungen mit Bravour. Ginge es dabei nur um Kampfkraft und -kunst, vielleicht noch gepaart mit List, wäre der Roman nicht mehr als ein Neuaufguss alter Mythen. Oreo wird aber weit mehr abverlangt. Bei (geschätzt) einem Dutzend Begegnungen mit doppelt so vielen Personen, von denen sie nicht alle, aber doch einige für sich gewinnen muss, um ans Ziel zu gelangen, wird von ihr einiges gefordert: Menschenkenntnis, soziale und emotionale Intelligenz, taktisches Geschick, kommunikative Kompetenz, Sprach- und Schlagfertigkeit, Temperamentszügelung und -lockerung und nicht zuletzt auch ein moralischer Kompass. Oreo ist also durchaus als Heldenfigur konzipiert; keine „schlicht“ realistische, aber eine, die trotz der satirischen Überzeichnung, der Ross vor allem bei der Gestaltung der Nebenfiguren lustvoll frönt, modellhaft dafür steht, biegsam zu sein, ohne sich zu verbiegen, eine komplexe Identität zu entwickeln, ohne ihr Selbst zu verraten.
„Vom jüdischen Teil der Familie hatte Christine die krausen Haare und die zarte dunkle Haut […] geerbt, vom schwarzen die scharfen Züge, den Rhythmus und nochmal zarte Haut.“ Was Oreos Herkunft und vermeintlich typische Merkmale von „Rassen“ betrifft, ist dies noch einer der weniger verwirrenden Sätze. Ross hat diesbezüglich alles getan, um so viel Konfusion zu stiften, dass jeder Versuch, hier nach Identitätsstiftendem zu suchen, reine Willkür wäre. Ein Paradebeispiel dafür, dass es gesellschaftliche Konventionen sind, die über den Gebrauch (und Missbrauch) von Bezeichnungen bestimmen, ist Christines Spitzname Oreo. Dessen Entstehung und Verwendung im Kontext des Romans klarzustellen ist wichtig, denn in der Realität ist er nicht nur als Produktname (für einen schwarzen Doppelkeks mit weißer Füllung) bekannt, sondern auch als Schimpfwort, das einem Schwarzen unterstellt, sich (unangemessen) wie ein Weißer zu verhalten. In der Fiktion nun träumt Louise, ihre Enkelin Christine solle „Pirol“ heißen, doch durch ein doppeltes Missverständnis kommt bei ihrem Umfeld „Oreo“ an, ein Name, den man wunderbar passend findet für das kleine Mädchen mit der „sattbraunen Haut und dem breiten Lächeln mit den zuckerweißen Milchzähnen“, was dann letztlich auch Louise, die alles mag, was gut schmeckt, nur recht ist. Im Roman gründet Christines Spitzname also auf einer sozialen Übereinkunft und wird von allen, die sie so nennen, wohlwollend gebraucht. Abgesehen davon, wird seine Trägerin so gezeichnet, dass sie, käme es zu Diffamierungen, stark genug wäre, ihren Namen und ihre Identität nicht fremdbestimmen zu lassen: „Benutze die abfällige Bezeichnung und besetze sie positiv.“

### Sprache
„Christine hatte dieselbe Liebe wie ihre Mutter zu Wörtern, deren Nuancen und Kadenzen, Saft und Mark, die Vielfalt und Genauigkeit, das Rockige und Schräge.“ Selbst Lesern, die mehr auf den Inhalt als auf die Sprache achten, wird bei der Lektüre von Oreo nicht entgehen, dass die Autorin an dieser Stelle auch sich und ihren Roman beschreibt, mithin eine selbstreferenzielle Aussage trifft – ein weiteres Kennzeichen für postmoderne Literatur. Oreo, eine prototypische Figur dieses Genres, das alles Vorhandene aufzunehmen vermag, lebt ihre Neugier auf Unbekanntes am intensivsten in ihrer Lust auf Sprache aus. Das beginnt bei Einzelwörtern, geht über Fremdsprachen (Französisch, Latein, Jiddisch), Ebonics, Dialekte, Idioms, Akzente, Slang, Hochsprache und reicht bis zum „Tscha-ki-ki-wah“, der Fantasiesprache ihres Bruders, und dem „Louiseisch“, dem Kauderwelsch ihrer Großmutter Louise. Je nach Laune und je nachdem, wie sie ihrem Gegenüber begegnen will (sich einlassen, provozieren, parodieren usw.), gebraucht sie diese teils „rein“, teils gemischt, und verblüfft durch rasantes Code-Switching. Auch für ihr persönliches Motto nutzt sie die ganze Spannweite ihres Ausdrucksvermögens: lateinische Hochsprache („Nemo me impune lacessit“) versus Slang („Mir saacht kein Nigger nich, was ich zu tun und zu lassen hab“).
Indem Ross nahezu alle Figuren auch über deren Sprache charakterisiert, lädt sie den Leser dazu ein, beständig abzugleichen, inwieweit er die benutzte Sprache, mit Blick auf des Sprechers Alter, Temperament, Bildungsgrad usw., für „normal“ hält oder nicht. Die simple Gleichsetzung etwa von Sprachbeherrschung und Intelligenz geht für Oreo auf. Für Louise hingegen nicht. Eingeführt wird Oreos Großmutter mütterlicherseits als eine Person, die sich die alltäglichsten Namen nicht merken kann und deren „breiiges“, aufs Gröbste reduziertes Südstaatenidiom eines „Louiseisch-Englischen Wörterbuchs“ bedürfte, um es verstehbar zu machen. Andererseits ist sie „eine Köchin von ewigen Gnaden und Adeptin unzähliger ethnischer und internationaler cuisines.“ Wie passt ihre sprachliche Beschränktheit zu ihrer gustatorischen Genialität und Weltläufigkeit? Leichter nachvollziehbar als dieses Paradoxon ist das ihres Gatten James, der, obwohl er Juden hasst, jiddisches Vokabular in seine Rede mischt – zumindest solange er noch sprach (die Ankündigung seiner Tochter, sie werde einen Juden heiraten, versetzte ihn in eine Schockstarre): Er macht Geschäfte mit dem verhassten Gegner, immer in der Absicht, ihn möglichst über den Tisch zu ziehen. Ein drittes Paradoxon überrascht wieder umso mehr: Wie kann es sein, dass ein Kind, das in der Obhut eines „Stummen“ und einer „Kauderwelschlerin“ aufwächst, sprachlich so aufblüht wie Oreo? Ross löst es nicht auf. Die Parallele zu ihrer Strategie der Verwirrung, mit der sie verhindern will, dass Identität mit Herkunft kurzgeschlossen wird, liegt freilich nahe.

## Rezeption
Oreo, die Geschichte einer schwarzen „Superwoman mit Superhirn“, erschien 1974, auf dem Höhepunkt der Black-Power-Bewegung – und floppte. Warum, erhellt die Literaturkritik in der Rückschau durch den Vergleich mit dem nur zwei Jahre später publizierten Erfolgsroman von Ross’ Landsmann mit gleichfalls afroamerikanischen Wurzeln: Alex Haleys Roots. Schon in beiden Titeln sei der wesentliche Unterschied enthalten: Roots gehe zurück in eine mythische Vergangenheit einer „rassischen Reinheit“ (racial purity), während Oreo der Gegenwart (und Zukunft) mit ihren „verschmutzteren Gewässern“ (more polluted racial waters) ins Auge schaue. Haley habe erfüllt, worauf der Zeitgeist des schwarzen US-Amerika fokussiert war: die Suche nach einer in Afrika wurzelnden Identität und eine männliche Black Power; Ross hingegen sei mit ihrem Roman über eine gemischtrassige Frau, die, statt nach ihrer schwarzen, nach ihrer weißen (jüdischen) Herkunft sucht, denkbar weit entfernt gewesen von dem, was man seinerzeit von afroamerikanischen Autoren erwartet habe.
Zwei Aspekte kamen hinzu, die einem Erfolg von Oreo zum Zeitpunkt seines Erscheinens entgegenstanden. Oreo ist im Kern eine feministische Odyssee; Mitte der 1970er Jahre galt der Feminismus in den USA jedoch allgemein noch als eine Bewegung hauptsächlich weißer Frauen; ein Jahrzehnt später, als Alice Walkers Die Farbe Lila mit den höchsten Literaturpreisen des Landes geehrt wurde, sah das schon anders aus. Vor allem aber unterscheidet sich Ross, von Haley wie von Walker, darin, dass sie den Leser nicht zu einfühlender Identifikation einlädt; Oreo als Figur entzieht sich einer solchen Vereinnahmung, Oreo als Kunstwerk insgesamt sei „der ultimative idiosynkratische Roman“. Die dies postulierte, war keine Geringere als Harryette Mullen, jene Frau, die zur Jahrtausendwende, 15 Jahre nach Ross’ frühem Tod, für eine Neuauflage von Oreo sorgte und in einem Begleitessay begründete, warum Ross mit ihrem einzigen Roman ihrer Zeit voraus war. Danzy Senna, die weitere 15 Jahre später die zweite Neuedition auf den Weg brachte, bestätigte Mullens These mit der Erinnerung an ihre Erstlektüre von Oreo Ende der 1990er Jahre: Der zu dem Zeitpunkt immerhin schon ein Vierteljahrhundert alte Roman wirkte auf sie wie einer, dessen Erscheinen erst noch bevorstünde.
Inzwischen gibt es auch gewichtige männliche Stimmen, die für Oreo werben, so Mat Johnson (2011), Dwight Garner (2015) und Marlon James (2018); fast gleichlautend schließen ihre Artikel mit der Voraussage, dass jetzt endlich die Zeit für Ross’ einzigen Roman gekommen sei. James’ Beitrag im Guardian, eine Rezension der dritten Neuauflage in der englischsprachigen Welt, weckte auch die Neugier der deutschen Schriftstellerin, Journalistin und Übersetzerin Pieke Biermann. Sie wollte den Roman unbedingt ins Deutsche übertragen, was ihr auch in spektakulär kurzer Zeit („drei bis vier Monate“) und preiswürdiger Qualität gelang. Ihre Leistung wird in allen deutschsprachigen Kritiken gelobt, zum Teil hymnisch, und trug ihr 2020 den Preis der Leipziger Buchmesse in der Sparte Übersetzung ein.

## Kritiken
„Fran Ross ist [unter den] Wiederentdeckungen eventuell die Mutigste, möglicherweise nicht die Zugänglichste, ganz sicher aber die Schrägste. […] Selten merkt man einem Roman so sehr an, mit welcher Leidenschaft am Schreiben er verfasst wurde, mit wie viel Freude daran, auf sämtliche literarische Konventionen komplett zu pfeifen. Vielleicht ist das die Art von Spaß, die Pynchon- oder Foster-Wallace-Fans verspüren, wenn sie über deren postmodernen Wälzern schmunzeln? Nur dass Fran Ross’ Heldin sexyer, cooler und lustiger daherkommt als die Protagonisten vieler ihrer Kollegen.“

„Auch die schwierigsten Themen werden gänzlich ohne Lamento, sondern mit Lust und respektlosem Witz erzählt.“

„Man könnte dem Buch eine gewisse Überorchestrierung vorwerfen. So viel genialische Fantasie, ein so immenser Anspielungsreichtum drohen das gewöhnliche Leseflussbett zu überschwemmen, die Aufnahmefähigkeit zu überfordern. Aber auch davon handelt dieser Roman, der die Grenzen des Erzählten und Erzählbaren weitet: der Abschied von eingefahrenen Mustern bedeutet immer erst mal Überforderung, bevor neue Einsichten entstehen können.“

„Fran Ross hat mit Oreo gleichzeitig die jüdische und die schwarze Literaturgeschichte einen wichtigen Schritt vorangebracht, und es hat viele Jahre gedauert, bis wir das bemerkt haben. Daraus lässt sich lernen, dass Literatur den zweiten Schritt vor dem ersten machen kann – und dass wir manchmal nicht hinterherkommen. Die Wiederentdeckung dieses Buches und die grandiose Übertragung von Pieke Biermann ist ein Glücksfall. Oreo zeigt uns, dass es anderer Geschichten bedarf, um unser Verhältnis zu uns selbst und unserer Gesellschaft zu ändern. Und dass diese Geschichten bereits existieren. Das Buch eröffnet uns neue Perspektiven, indem es das tut, was gute Literatur tun muss – nämlich unsere Vorstellung von dem zu weiten, was erzählbar und also möglich ist. Wir wussten es nicht, aber wir haben auf dieses Buch gewartet.“

## Ausgaben
Englisch
- Fran Ross: Oreo. Northeastern University Press, Lebanon (New Hampshire) 1974.
- Fran Ross: Oreo. Vorwort von Harryette Mullen. Northeastern University Press, Lebanon (New Hampshire) 2000.
- Fran Ross: Oreo. Einführung von Danzy Senna. New Directions, New York 2015. ISBN 978-0-8112-2322-5
- Fran Ross: Oreo. Einführung von Marlon James. PanMacmillan, Basingstoke 2018. ISBN 978-1-5098-8846-7

Deutsch
- Fran Ross: Oreo. Übersetzung und Anmerkungen von Pieke Biermann, Nachwort von Max Czollek. dtv, München 2019. ISBN 978-3-423-28197-3